# Панін Олексій В'ячеславович
Панін Олексій В'ячеславович (рос. Панин Алексей Вячеславович; нар. 10 вересня 1977, Москва, Росія) — російський кіноактор. Після початку повномасштабної війни публічно підтримав Україну та засудив російську армію.

## Життєпис
Народився 10 вересня 1977 року у Москві.
У шкільні роки активно займався водним поло, мріяв стати професійним спортсменом, але мати наполягла на вступ до університету театрального мистецтва.
Грав у театрі В'ячеслава Спесивцева. Вже на першому курсі навчання отримав запрошення від Гліба Панфілова зіграти у відомій кінокартині «Романови. Вінценосна сім'я».
Пізніше кинув університет, так і не закінчивши його.
Слава до актора прийшла після виходу фільму ДМБ режисера Романа Качанова.
З 2020 року емігрував до Іспанії, де купив квартиру в місті Торрев'єха на березі Середземного моря.
У жовтні 2023 року з дочкою переїхав до США.
15 лютого 2024 року на Паніна була відкрита кримінальна справа через пост про вибух на Кримському мосту.

## Особисте життя
Наразі неодружений. Має двох дочок: від Юлії Юдінцевої, з якою актор перебував у цивільному шлюбі, та від колишньої дівчини Тетяни Савіної.
У 2013 році Олексій Панін здійснив камінг-аут, назвавши себе бісексуалом. До цього Панін неодноразово заявляв про своє толерантне відношення щодо ЛГБТ-спільноти, неодноразово критикуючи суспільство за гомофобію і трансофобію.
|  | Багато хто з нас навіть посоромиться вголос сказати про свої фантазії, бажання, тому що суспільство так звикло, тому що є загальноприйняті моральні рамки. Панове! Не чинімо один одному зле, виховуймо наших дітей добре, а ми, дорослі люди, чинімо те, що нам до вподоби. Я взагалі щодо сексу нікого засуджувати ніколи в житті не хочу й не буду... |

## Погляди
22 серпня 2013 року виступив з шовіністичними заявами проти кримських татар, у ході проведення своїх гастролей у м. Євпаторія.
У 2014 році виступав на підтримку анексії Криму Росією та заявляв про необхідність розширення кордонів Росії до Одеси, що призвело до звинувачень у «зазіханні на територіальну цілісність і недоторканність України» та конфлікт з активістами одеської організації «Рада Громадської безпеки».
У червні 2015 року засудив політику української влади, додавши, що «з великим задоволенням власними руками перерізав би горло» президенту Петру Порошенку, а також повідомив про бажання відвідати Донбас та підтримати ДНР та ЛНР.
Через 5 років Панін кардинально змінив свою точку зору з даного питання.
У 2020 році він заявив, що Росія розв'язала «цю нікому непотрібну війну з Україною»
12 березня 2022 року виступив на мітингу в Мадриді проти війни в Україні.
27 березня 2022 року емоційно привітав своїх пропутінських колег із Днем театру, який був 27 березня, та нагадав їм про знищений у Маріуполі російськими окупантами Драматичний театр.
За його словами, наразі театр у нього асоціюється не з творчістю та мистецтвом, а зі смертю:
|  | Путінські палачі розбомбили Маріупольський драматичний театр, в якому перебували мирні люди. Президент Росії так довго шукав фашистів в Україні, що нічого іншого не вигадав, як за***ячити повністю російськомовне місто Маріуполь... |

## Скандали
- У червні 2013 року порушено кримінальну справу за обвинуваченням у нападі, який актор влаштував у барі готелю «Каравелла» у місті Туапсе. Справу порушили за частиною 1 статті 167 КК РФ — «Навмисне знищення чужого майна»[29].
- У серпні 2013 року ГУ МВС України в Криму порушило кримінальну справу по відношенню до російського актора за статтею 125 ККУ «Навмисне легке тілесне ушкодження», після того, як Олексій Панін, потрапивши у ДТП в Криму, зробив серію образливих заяв на адресу як України, так і конкретно кримських татар, вдаривши жителя АРК — водія таксі, який його підрізав, а потім і образив його[30][31].
- Під час російсько-української війни 2014 року Олексій Панін погрожував Президенту України Петру Порошенку «захопити Одесу» та називав українських політиків «фашистами»: «Поки українські неписьменні політики, яких я не можу назвати ніяк окрім як фашисти, збираються провести український парад в українському Севастополі, ми їдемо грати в російський Крим, в російський Севастополь, в російську Ялту. Хочу звернутися до пана Порошенка. Не розслабляйтеся, далі ми підемо в Одесу»[32]. У перших числах січня 2015 року Панін, перебуваючи в Одесі, вибачився за свої слова перед громадськими активістами, які зустріли його в одному з ресторанів міста[33]. Через кілька днів, коли Панін уже повернувся до Москви, Служба безпеки України відкрила кримінальне провадження за публічні заклики до вчинення дій, спрямованих на зміну меж території або державного кордону України[34].
- У січні 2015 року в Санкт-Петербурзі Панін влаштував погоню за УАЗом, у якому російська поліція перевозила його дочку разом із матір'ю. Правоохоронці затримали актора. Російські ЗМІ звинувачують Паніна у спланованості дій та піарі[35].
- 26 червня 2015 року госпіталізований в психіатричне відділення однієї з відомчих клінік Москви після нападу білої гарячки[36].
- У січні 2020 року актор написав скандальний пост в своєму інстаграм-акаунті, у якому перерахував нетрадиційні сексуальні вподобання[37]. Раніше актор зізнавався в різних збоченнях.
- У серпні 2023 року актор зізнався в тому, що мав сексуальні відносини з Філіпом Кіркоровим.[38]

## Нагороди
- Державна премія Росії (2002)[39]

## Вибрана фільмографія

### Кіно
| Рік  | Фільм                                | Оригінальна назва                       | Роль               |
| ---- | ------------------------------------ | --------------------------------------- | ------------------ |
| 2000 | ДМБ                                  | рос. ДМБ                                | Писа               |
| 2001 | Даун Хаус                            | рос. Даун Хаус                          | Іполит             |
| 2002 | Зірка                                | рос. Звезда                             | сержант Мамочкін   |
| 2002 | Навіть не думай                      | рос. Даже не думай                      | Білий              |
| 2004 | Навіть не думай 2: Тінь незалежності | рос. Даже не думай 2:Тень независимости | Білий у сні Марата |
| 2005 | Піжмурки                             | рос. Жмурки                             | Сергій             |
| 2006 | 4 таксисти і собака 2                | рос. Четыре таксиста и собака 2         | Мачо               |
| 2007 | Неваляшка                            | рос. Неваляшка                          | Леопольд           |
| 2008 | Контракт на любов                    | рос. Контракт на любовь                 | Леопольд           |
| 2009 | Найкращий фільм 2                    | рос. Самый лучший фильм 2               | камео              |
| 2010 | На голках                            | рос. На измене                          | офіціант в готелі  |
| 2012 | Ржевський проти Наполеона            | рос. Ржевский против Наполеона          | сапер              |
| 2012 | Шпигун                               | рос. Шпион                              |                    |

### Телебачення
| Рік початку участі | Рік закінчення участі | Серіал                 | Оригінальна назва           | Роль            | Кількість серій |
| ------------------ | --------------------- | ---------------------- | --------------------------- | --------------- | --------------- |
| 2000               |                       | Кордон. Тайговий роман | рос. Граница. Таёжный роман | рядовий Жигулін |                 |
| 2001               |                       | Далекобійники          | рос. Дальнобойщики          | зек Чібіс       | 1 серія         |
| 2006               | 2007                  | Солдати                | рос. Солдаты                | капітан Дубін   |                 |

## Серіали
- 1993-2003 — Прості істини
- 2003 — Каменська
- 2004 — Єралаш
- 2006-2007 — Солдати